# Richard Gray

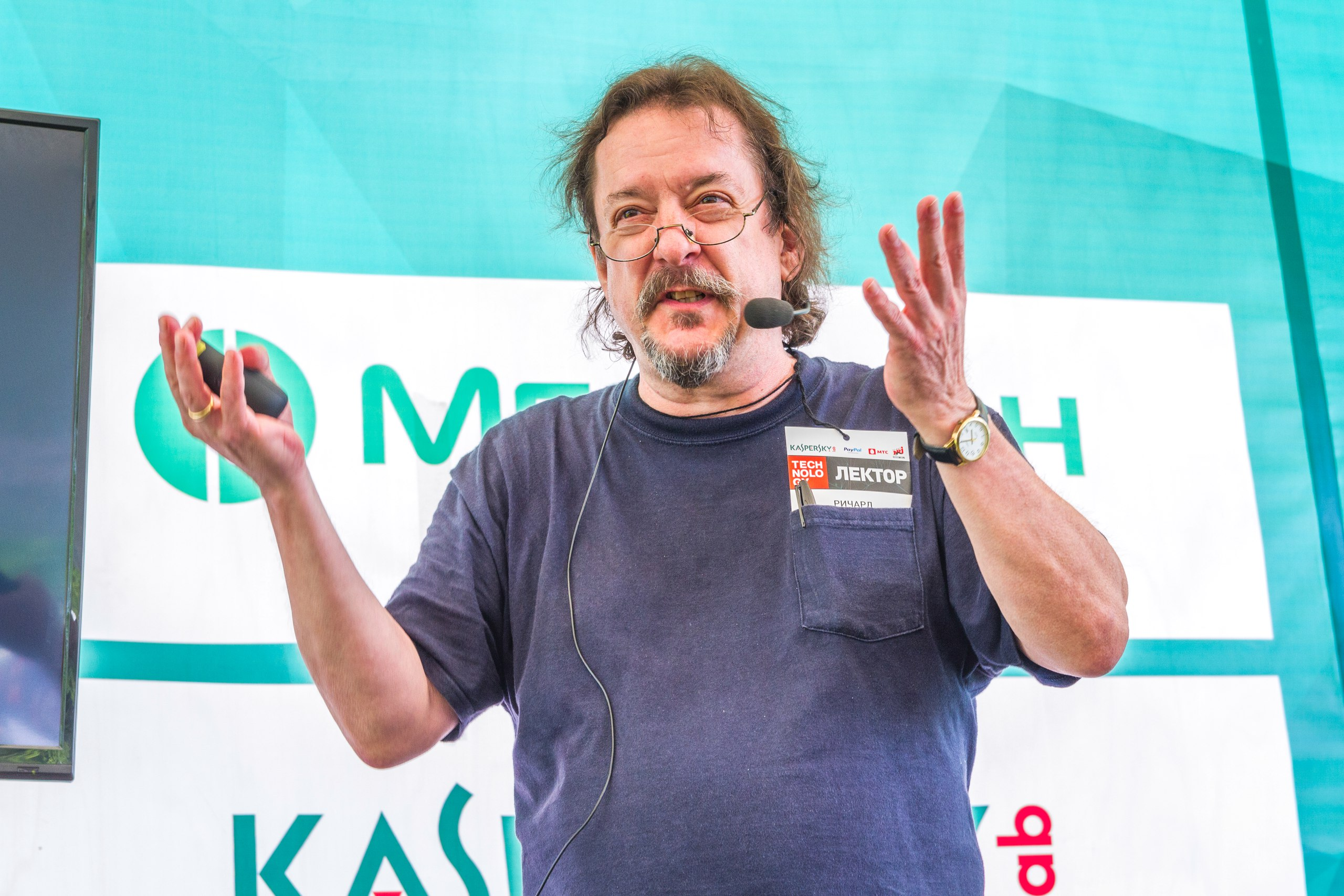
Richard Gray

Richard „Levelord“ Gray (* 15. November 1957 in New Haven, Connecticut, USA) ist einer der renommiertesten und erfahrensten Leveldesigner der Computerspiel-Branche. Er entwarf Level für einige der ersten Ego-Shooter und prägte das gesamte Genre mit seinen Arbeiten. Mit seinem Spitznamen Levelord wurde er durch versteckte Hinweise in seinen Leveln bekannt, die man nur durch Cheaten erreichen konnte: You're not supposed to be here - Levelord.

## Biografie
Nachdem er in New Haven aufgewachsen war, zog er im Alter von zehn Jahren nach New Canaan, Connecticut, und besuchte die dortige High School und danach die Pennsylvania State University. Im Jahr 1976 trat er in die amerikanische Marine ein und diente ein Jahr lang auf der USS Detroit und anschließend drei Jahre als Ocean Systems Technician in Adak, Alaska, und Norfolk, Virginia, wo er nach nuklearen und dieselbetriebenen sowjetischen U-Booten lauschte. Nachdem er im Jahr 1980 seinen Militärdienst beendet hatte, zog er nach Los Angeles.
Er erlangte 1981 seinen Abschluss in Business-orientied programming und arbeitete drei Jahre lang bei der Kirkhill Rubber Company in Brea, Kalifornien. Ein Jahr lang besuchte er eine Abendschule in Kirkhill, brach diese dann ab und besuchte zwei Jahre ein Community College in Santa Monica, Kalifornien. Er wurde an der UCLA als Student angenommen und machte 1990 seinen Abschluss in Computer Engineering. Danach zog er zurück an die Ostküste. In Manhattan studierte er ein Jahr Computer Graphics an der NYU und arbeitete anschließend drei Jahre bei Bauer Aerospace als Supervisor für Software Engineering. Danach wurde er von der University of Connecticut für ihr Master-of-Business-Programm akzeptiert.
Gray war ein begeisterter Spieler von Computerspielen und spielte fast mehr Spiele, als seine Karriere finanzieren konnte. Als die Doom Editing Utilities (DEU), eine Sammlung von Programmen zur Erstellung eigener Level für den Ego-Shooter Doom, erschienen, fand er schnell großen Spaß am Entwerfen und Entwickeln neuer Level. Im Februar des Jahres 1994 veröffentlichte er sein erstes Werk bei Compuserve: GrayDOOM, ein Amateur-Levelpack mit vier Leveln für Doom. Seine Level erregten die Aufmerksamkeit von Nick Newhard und bereits im September desselben Jahres wurde er von Q Studios angeheuert, um Levels für das Spiel Blood zu erstellen.
Im März 1995 erhielt er bei Apogee Software (später bekannt als 3D Realms) eine Vollzeit-Stelle und entwarf die Hälfte der Level für Duke Nukem 3D. Nach eineinhalb Jahren verließ er im August 1996 das Unternehmen, um für eine kleine Firma namens Hipnotic in Dallas, Texas, zu arbeiten. Aus Hipnotic wurde später Ritual Entertainment. Dort arbeitete er an dem Add-on Scourge of Armagon für Quake, das 1997 veröffentlicht wurde und als erstes Spiel ein Deathmatch-Level aus frei im Raum schwebenden Plattformen (genannt HIPDM1) enthielt und damit den Typus der so genannten space floater erfand, der in späteren Spielen wie Quake III Arena oder Unreal Tournament 2004 Verbreitung fand. Scourge of Armagon wurde von den Lesern des Magazins Computer Gaming World zum besten Action-Spiel und Spiel des Jahres gewählt – obwohl es nur ein Add-on war.
Sein nächstes Spiel war SiN (1998), welches die erste professionell entworfene Karte enthielt, auf der die Spieler nur etwa die Größe von Ratten hatten (ein Deathmatch-Level namens Spry).
Neben seiner Arbeit bei Ritual Entertainment arbeitete er nebenbei für mehrere andere Spielefirmen und half ihnen bei der Entwicklung von verschiedenen Spielen, darunter American McGee’s Alice von Rogue Entertainment und Agent im Kreuzfeuer von Electronic Arts.
Seit dem Sommer 2003 unterrichtet er außerdem an der Guildhall der Southern Methodist University. Dort bringt er Studenten die Grundlagen der Levelgestaltung und Programmierung bei.
Gray ist Mitglied des Chapters Dallas der International Game Developers Association (IGDA), einem Zusammenschluss von Spieleentwicklern aus der Region um Dallas.

## Spiele
- Duke Nukem 3D (1996)
- Scourge of Armagon (Quake Mission Pack 1) (1997)
- Blood (1997)
- SiN (1998)
- Heavy Metal: F.A.K.K.² (2000)
- Serious Sam (2001)
- Half-Life: Blue Shift (2001)
- Star Trek: Elite Force II (2003)
- Counter-Strike: Condition Zero (2003)
- Delta Force: Black Hawk Down – Team Sabre (2004)
- SiN Episodes (2006)